# پهلوان پهلوانان
پهلوان پهلوانان فیلمی به کارگردانی و نویسندگی ابراهیم باقری محصول سال ۱۳۴۸ است.

## خلاصه داستان
کودکی که تنها بازمانده قتل‌عام و غارت افراد مالکی ستمگر است، بعد از گذشت سال‌ها انتقام خود را از مالک می‌گیرد و طی حادثه‌ای مادر گم شده اش را نیز پیدا می‌کند و این فیلم در شهر برف انبار محله سنگباران تهیه گردیده است...

## بازیگران
- ایلوش
- سهیلا
- هنگامه
- هوشنگ بهشتی
- اکبر خواجوی
- جهانگیر فروهر
- ماشین چیان
- داریوش اسدزاده
- رولی
- مهدی جوزی